# Atemalkoholbestimmung

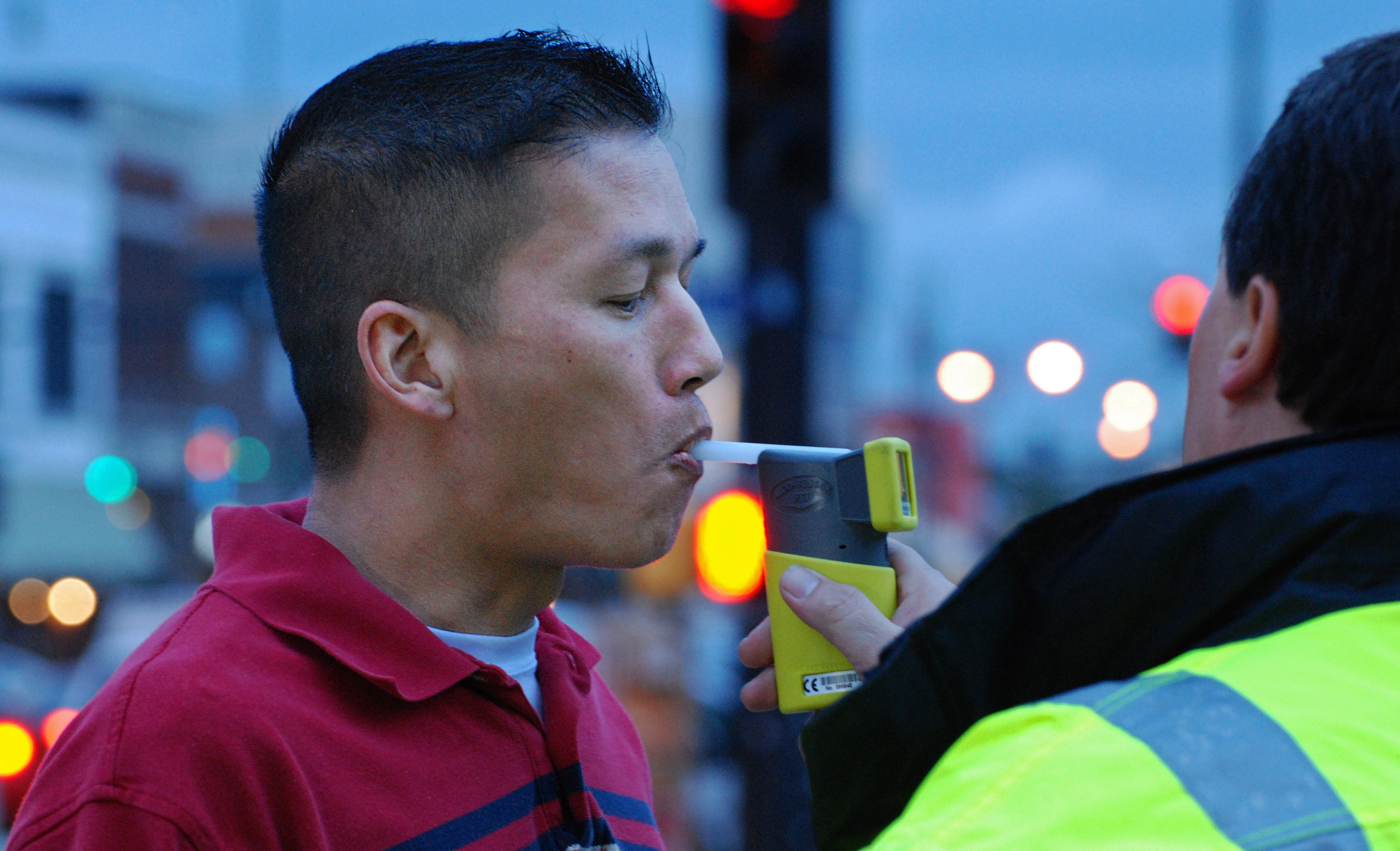
Probennahme zur Bestimmung des Atemalkoholgehalts

Mit Atemalkoholbestimmung wird die Messung des Alkoholgehalts in der Atemluft bezeichnet. Nach Genuss alkoholhaltiger Getränke oder Lebensmittel findet in den Lungenbläschen (Alveolen) ein Gasaustausch zwischen der Atemluft und dem aufgenommenen Alkohol statt. Der im peripheren Blut enthaltene Alkohol wird von der eingeatmeten Frischluft aufgenommen und mit der Ausatmungsluft abgegeben, wodurch eine Messung erfolgen kann, die Rückschlüsse auf die Blutalkoholkonzentration zulässt.
Definitionsgemäß (§ 24a StVG) ist der Blutalkoholspiegel in Promille zahlenmäßig immer doppelt so groß wie der Atemalkoholgehalt in mg/l.

## Anwendung
Atemalkoholtestgeräte sind Medizinprodukte und unterliegen damit primär der Gesetzgebung der Europäischen Union.

### Entwicklung
Grundlegende Forschungen zur Messung der Atemalkoholkonzentration wurden im Jahr 1981 im damaligen Institut für Sozialmedizin und Epidemiologie des Bundesgesundheitsamts durchgeführt.

### Anwendungsgebiete
Das Hauptanwendungsgebiet der Atemalkoholbestimmung sind Verkehrskontrollen im Straßenverkehr durch die Polizei. Hierbei werden direkt am Einsatzort zu einer ersten Kontrolle des Blutalkoholspiegels handelsübliche Messgeräte eingesetzt. Da die angezeigten Werte vergleichsweise ungenau sind, wird bei einer Bestätigung des Anfangsverdachts im Folgenden eine Blutentnahme angeordnet, um eine exakte Messung des Blutalkoholspiegels unter kontrollierten Laborbedingungen durchführen zu können.
Auch im medizinischen Bereich und im privaten Gebrauch werden sogenannte Alkoholtester eingesetzt.

### Mitführpflicht
In Frankreich waren bis zum 22. Mai 2020 alle Kraftfahrzeugführer grundsätzlich verpflichtet, ein solches einfaches Blasröhrchen (oder ein anderes Gerät zur Messung des Atemalkohols) mitzuführen; das Teströhrchen musste der französischen Norm entsprechen, also die Kennzeichnung NF (Norme française des französischen Normungsinstituts Association française de normalisation) tragen, und noch mindestens ein Jahr haltbar sein. Diese Regelung galt auch für ausländische Kraftfahrer, die ihren Urlaub in Frankreich verbringen oder sich auf der Durchreise befanden. Fahrzeuge mit fest installiertem Alcolock waren von der Vorschrift befreit. Hintergrund der Regelung war die hohe Zahl der Verkehrsunfälle unter Alkoholeinfluss: Alkoholmissbrauch am Steuer war in Frankreich für 31 Prozent aller Verkehrstoten verantwortlich. Laut Dekret vom 28. Februar 2013 wurde das Nichtmitführen des Messgeräts allerdings nicht wie ursprünglich vorgesehen mit einer gebührenpflichtigen Verwarnung geahndet. De facto besteht in keinem Land eine sanktionierte Mitführpflicht für Alkoholtests.

## Gerätetypen

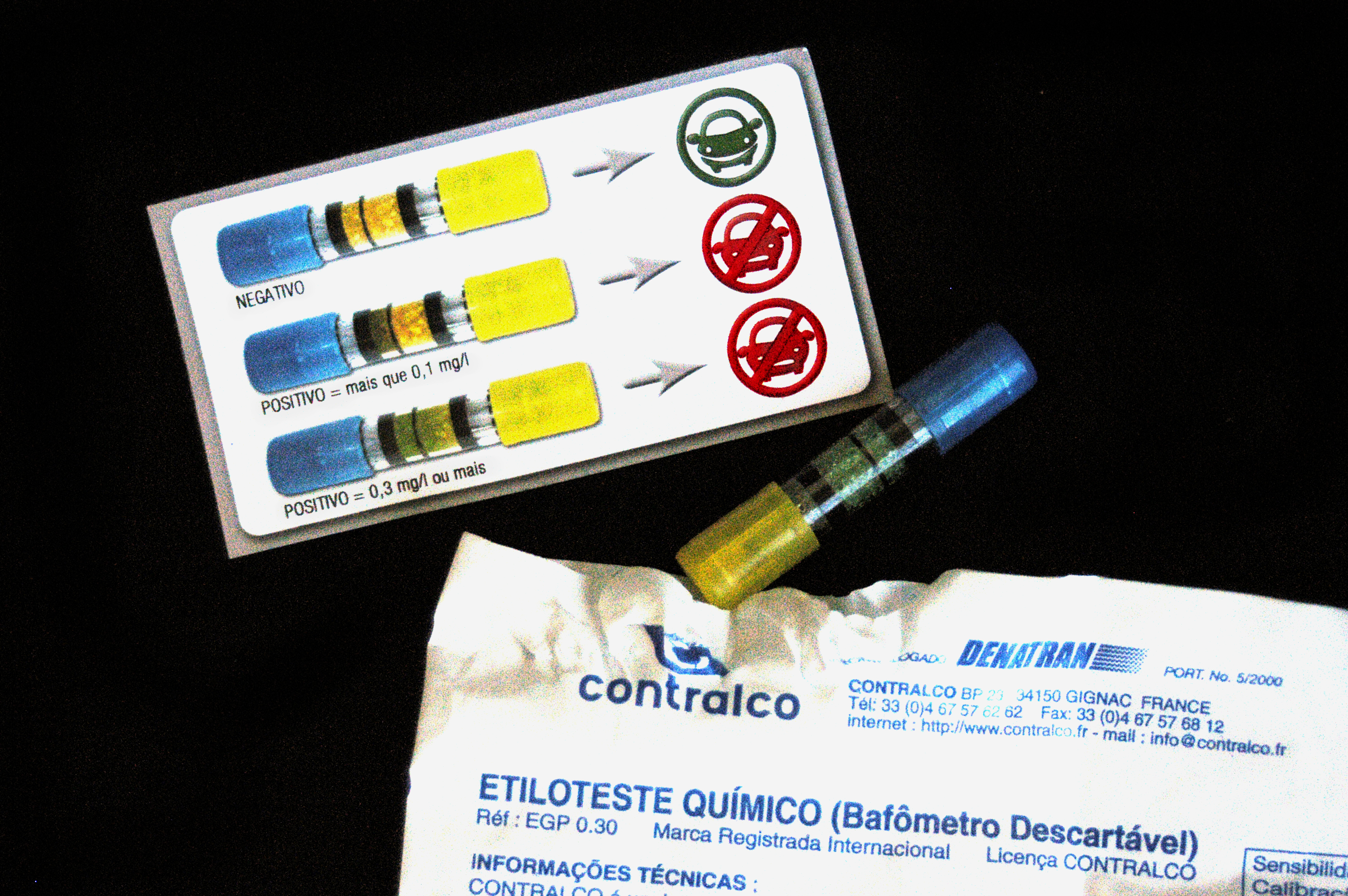
Blasröhrchen zur Atemalkoholkontrolle für den privaten Gebrauch

Zum Einsatz kommen auf unterschiedlichen Messprinzipien basierende Messgeräte. Seit 1953 wurden Blasröhrchen verwendet, die sich im Falle des positiven Nachweises aufgrund einer chemischen Reaktion verfärbten, heute werden elektronische Messgeräte eingesetzt, die direkt einen digitalen Promille-Wert anzeigen.

### Blasröhrchen
Die bereits 1953 von der Firma Dräger entwickelten Blasröhrchen (Alcotest) basieren wie die noch bis 2016 hergestellten auf derselben chemischen Reaktion. Das in der Atemluft enthaltene Ethanol reagiert dabei mit den im Röhrchen befindlichen Chemikalien, wobei durch eine Farbveränderung die Anzeige erfolgt. Jedes Röhrchen enthält eine Mischung aus Kaliumdichromat und Schwefelsäure auf Kieselgel als inertem Träger. Wird mit der Ausatemluft Ethanoldampf durch diese Mischung geblasen, so wird der Alkohol zu Ethanal (Acetaldehyd) oxidiert und das orangerote Kaliumdichromat zu grünem Chrom(III)-sulfat reduziert. Die Schwefelsäure dient als Protonendonor, da die Reaktion nur im sauren Milieu stattfindet. Außerdem bindet sie das entstehende Wasser, um eine Weiterreaktion des Acetaldehyds zur Essigsäure zu vermeiden. Die Länge der verfärbten Zone im Packungsbett gibt ein ungefähres Maß für den Atemalkoholgehalt (AAK). Mittels einer aufgedruckten Linie kann die Überschreitung eines Grenzwerts kenntlich gemacht werden. Die Reaktion läuft wie folgt ab:
{\displaystyle \mathrm {3\ C_{2}H_{5}OH+K_{2}Cr_{2}O_{7}+4\ H_{2}SO_{4}\longrightarrow 3\ CH_{3}CHO+Cr_{2}(SO_{4})_{3}+7\ H_{2}O+K_{2}SO_{4}} }
Jedes Röhrchen ist dabei nur einmal verwendbar, das durchzublasende Atemluftvolumen ist durch das maximale Volumen des aufblasbaren Beutels am Ausgang vordefiniert (standardisiert). Es muss in einem steten Zug ohne abzusetzen mit mäßigem Volumenstrom geblasen werden, bis der transparente PE-Beutel voll ist.
Diese im Chemiebereich Drägerröhrchen genannten Geräte kommen luftdicht verpackt mit Ablaufdatum und werden nur für eine Analyse verwendet. Die im Folgenden beschriebenen Geräte mit Digitalanzeige werden hingegen am Atemlufteinlass bzw. Schlauch mit einem frisch entpackten Mundstück versehen, das ebenfalls nur einmal verwendet wird und somit hygienische Verhältnisse herstellt. Das halbtransparente, beidseits konische Mundstück integriert in der Regel ein Rückschlagventil, dessen Plättchen auch mitgeführte Speicheltröpfchen durch Anprallen abscheidet.

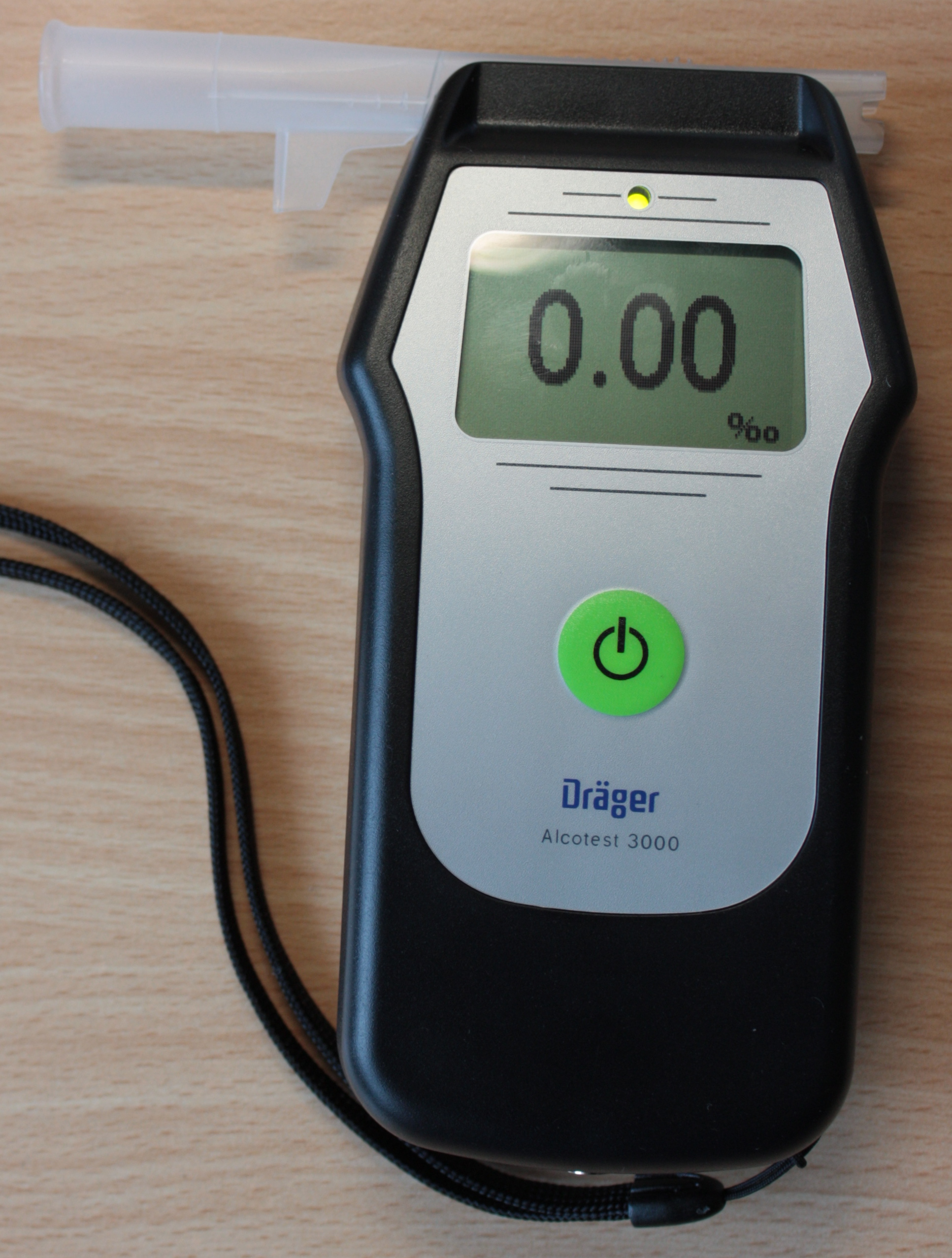
Handmessgerät Alcotest 3000 der Firma Dräger zur Atemalkoholgehaltsbestimmung

### Handmessgeräte
Als Weiterentwicklung der „Pusteröhrchen“ wurden Handmessgeräte eingeführt, die bei der Polizei heute häufig im Einsatz sind. Hierbei beruht die Messung nicht mehr auf einer chemischen Reaktion mit Farbumschlag, sondern es wird die Änderung des Potentials zwischen zwei Elektroden, die vom Ethanol-Gehalt abhängig ist, auf elektrochemischem Weg gemessen. Der Messfehler handelsüblicher Geräte ist relativ gering (±5 %) und die Geräte sind mehrfach benutzbar. Allerdings ist eine Kalibrierung der Systeme in regelmäßigen Abständen nötig.

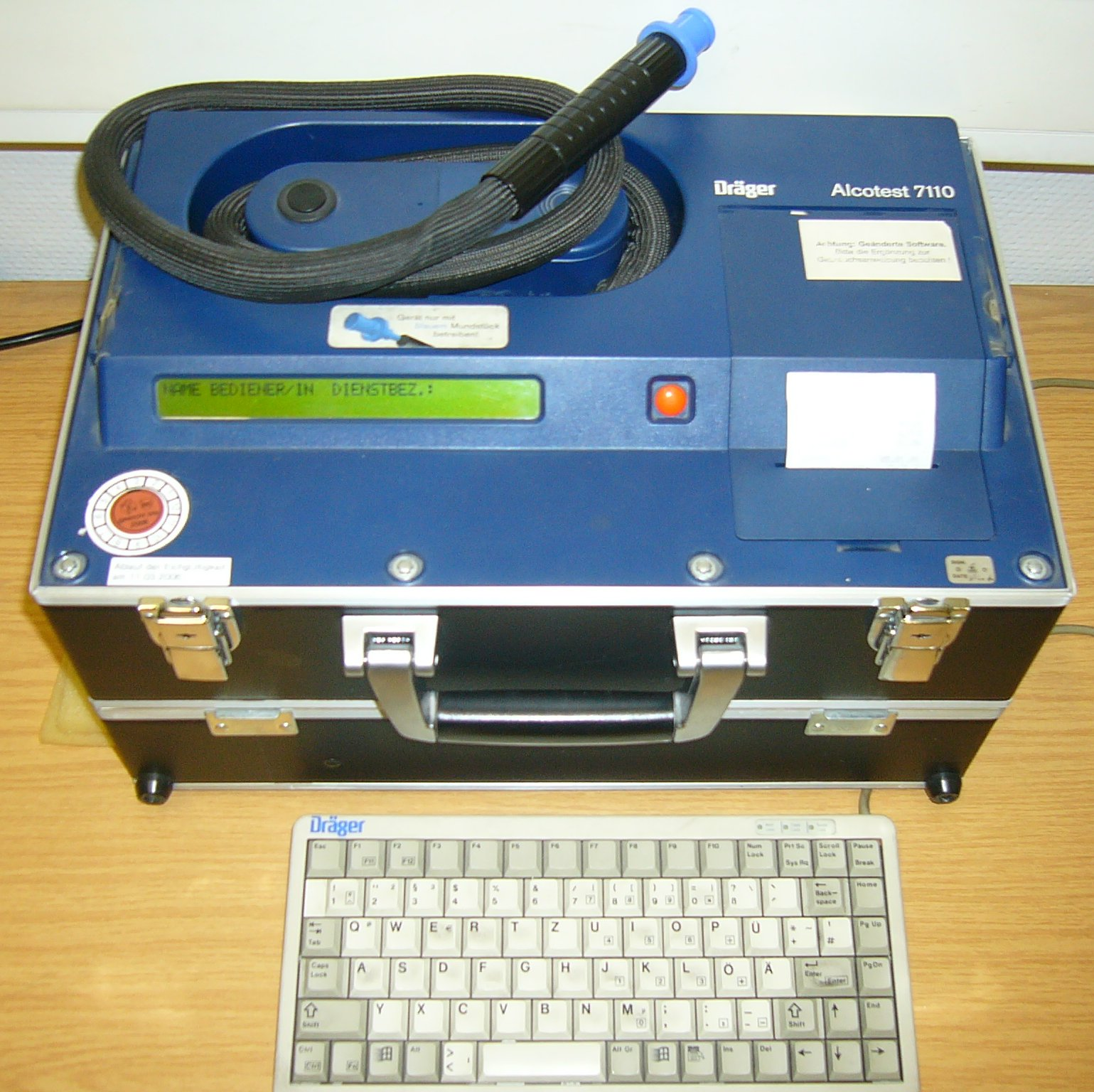
Stationäres Messgerät

### Stationäre Messgeräte
Bei den stationären Messgeräten erfolgt eine doppelte Messung: sowohl auf elektrochemischen Weg (wie bei den Handmessgeräten) als auch auf physikalischem Weg mittels Infrarot-Messung. Mit dieser Doppelmessung bestimmte Messwerte gelten bis zu 0,54 mg/l vor Gericht seit 1998 als beweiskräftig, wenn es lediglich um Ordnungswidrigkeiten geht, bei Straftaten ist nach wie vor eine exaktere Bestimmung mittels Blutprobe erforderlich. Voraussetzung ist die korrekte Bedienung der Systeme, beispielsweise die Einhaltung einer Mindestzeit zwischen letztem Alkoholkonsum und Messung.

### Alkohol-Zündschlosssperre
Eine Alkohol-Zündschlosssperre (weitere Bezeichnungen u. a. Alkohol-Interlock, Alcolock) ist die technische Verbindung eines Geräts zur Atemalkoholbestimmung mit einer Wegfahrsperre. Es wird fest in Kraftfahrzeugen installiert und soll mittels einer Zündsperre Autofahrten unter Alkoholeinfluss verhindern.

## Grundlagen der Messverfahren
Die verschiedenen Typen der automatischen Messgeräte beruhen auf unterschiedlichen Messverfahren zur Bestimmung des Alkoholgehalts in der Atemluft. Die drei häufigsten angewendeten Verfahren basieren auf Halbleitersensoren, Infrarotspektroskopie oder elektrochemischen Messzellen.

### Halbleitersensor
Wird ein Halbleitersensor einem gasförmigen Stoff aus der Umgebungsluft ausgesetzt, so reagiert dieser mit Änderung der elektrischen Leitfähigkeit der gasempfindlichen Sensorschicht. Als sensitive Schicht werden oftmals halbleitende Metalloxide eingesetzt. Typisch hierfür sind Zinndioxid, Wolframoxid, Titandioxid und Zinkoxid. Da diese einen großen Bandabstand haben, müssen sie im Betrieb auf Temperaturen zwischen 200 °C und 600 °C geheizt werden, damit eine gute Eigenleitfähigkeit einsetzt. Dabei findet eine reversible Adsorption von Sauerstoffmolekülen an der Oberfläche der Sensorschicht statt. Bei diesen hohen Temperaturen können die absorbierten Sauerstoffmoleküle dem Leitungsband des Detektors Elektronen entziehen, wodurch ein Zustand verringerter Leitfähigkeit entsteht. Treten nun Gase wie Ethanol mit der Oberfläche des Sensors in Kontakt, findet unter Verbrauch der Sauerstoffmoleküle eine Oxidation statt. Dabei werden die Elektronen wieder an das Leitungsband zurückgegeben und es stellt sich wieder eine erhöhte Leitfähigkeit ein. Alkoholtester mit Halbleitersensoren messen nicht nur Ethanol, unter anderem reagieren sie auch auf:
- Kohlenmonoxid (bei Rauchern),
- Aceton (bei Personen mit Diabetes),
- Ammoniak (bei Personen mit Leber- und Stoffwechselerkrankungen).

### Infrarotsensor
Bei diesem Messverfahren kommt das Prinzip der Infrarotspektroskopie (IR-Spektroskopie) zum Einsatz. Eine Lichtquelle sendet im infraroten Spektralbereich Licht verschiedener Wellenlänge aus. Das Licht durchtritt zwei Fenster und ein Interferenzfilter. Der Interferenzfilter lässt nur eine bestimmte Wellenlänge im Bereich von etwa 9,5 μm durch. Ein Strahlungsdetektor misst die Intensität des ankommenden Lichts und übermittelt das entsprechende Signal an die weiterverarbeitende Elektronik. Befindet sich zwischen den beiden Fenstern ein Gas (Ethanol), absorbiert es diese bestimmte Wellenlänge des Lichts. Somit nimmt die Lichtintensität am Detektor und damit sein elektronisches Ausgangssignal ab. Diese Abnahme ist umso stärker, je länger der Lichtweg und je stärker das Gas (Ethanolkonzentrat) konzentriert ist.

### Elektrochemischer Sensor
Das Verfahren zur Atemalkoholbestimmung mittels elektrochemischen Sensors arbeitet nach dem Prinzip der Brennstoffzelle. In solch einem Messsystem befinden sich eine Messelektrode, eine Gegenelektrode und eine geringe Menge an Elektrolyt. Der Elektrolyt und das Elektrodenmaterial sind so gewählt, dass der zu analysierende Stoff (Ethanol) an der Katalysatorschicht der Messelektrode elektrochemisch oxidiert wird. Auf der Gegenseite wird an der Kathode Umgebungssauerstoff entzogen. Dabei entsteht ein Elektrodenstrom, der über einen Lastwiderstand gemessen werden kann. Auch hier können andere Substanzen fälschlicherweise erkannt werden, zum Beispiel:
- Methanol,
- Kohlenmonoxid (bei Rauchern),
- Aceton (bei Personen mit Diabetes),
- Isopropanol,
- Acetaldehyd,
- Eucalyptol (nach dem Genuss von Süßwaren),
- Ammoniak (bei Personen mit Leber- und Stoffwechselerkrankungen),
- Kohlenwasserstoffe.

## Datenverarbeitung
In allen Verfahren werden die elektrischen Signale verstärkt und Störungen, so gut es geht, herausgefiltert. Die Signale werden von einer Elektronik verarbeitet und das Ergebnis auf einem Bildschirm angezeigt. Beim ersten Verfahren (Halbleitersensor) wird ein Strom gemessen, der sich mit der Leitfähigkeitsänderung des Sensors ändert. Steigt der Alkoholgehalt an, so wird die Leitfähigkeit größer und somit auch der zu messende Strom. Im zweiten Verfahren (Infrarotsensor) wird die ankommende Lichtintensität mit einem Detektor gemessen. Strahlt das Licht durch eine höhere Konzentration an Alkohol, wird die ankommende Lichtintensität geringer und somit das Signal. Im letzten Verfahren (Elektrochemischer Sensor) erfolgt eine Messung des Stroms über die Zeit. Somit wird die komplette elektrische Ladung bestimmt, die während der elektrochemischen Reaktion entsteht. Je größer der Alkoholanteil in der Luft ist, umso größer wird die Ladung.